# ثيمبا منغوني
ثيمبا منغوني (بالإنجليزية: Themba Mnguni)‏ (مواليد 16 ديسمبر 1973) هو لاعب كرة قدم. يلعب مع منتخب جنوب أفريقيا لكرة القدم. سبق له أن لعب في كأس العالم لكرة القدم مع منتخب بلاده.

## مسيرته الكروية
لعب ثيمبا منغوني خلال مسيرته الاحترافية مع 4 أندية في اثنا عشر موسمًا وسجل خلالها 19 هدفًا ضمن 271 مباراة. حيث فاز في موسمين بالكأس وفي ثلاثة مواسم بالدوري.
خاض ثيمبا منغوني مسيرته مع نادي ماميلودي صن داونز في موسم 1995 ليلعب معه ستة مواسم، مشاركًا في 187 مباراة سجل خلالها 13 هدفًا. ثم انتقل إلى نادي سوبر سبورت يونايتد في موسم 2001–02 ليلعب معه أربعة مواسم، حيث شارك في 77 مباراة سجل خلالها 6 أهداف. لينتقل بعدها إلى نادي أورلاندو بيراتس في موسم 2005–06 لمدة موسم واحد، لم يشارك في أي مباراة ولم يسجل أي هدف. ثم انتقل إلى نادي أمازولو في موسم 2006–07 لمدة موسم واحد، مشاركًا في 7 مباريات ولم يسجل أي هدف أيضًا.

## روابط خارجية
- ثيمبا منغوني على موقع الاتحاد الدولي (مؤرشف)  (الإنجليزية)
- ثيمبا منغوني على موقع قاعدة بيانات كرة القدم.إي يو (الإنجليزية)
- ثيمبا منغوني على موقع ناشيونال فوتبول تيمز (الإنجليزية)
- ثيمبا منغوني على موقع Soccerway.com (الإنجليزية)